# Cry from the Sea
Cry from the Sea — будущая ирландско-канадская романтическая драма режиссёра Вика Сарина с Сарой Гадон и Эйданом Куинном в главных ролях.

## Сюжет
Действие фильма разворачивается в Ирландии после Первой мировой войны и Гражданской войны. В центре сюжета — Шеймус, ирландский смотритель маяка, ведущий замкнутый образ жизни, наказывая себя за трагедию, которую, по его мнению, он должен был предотвратить. Единственная компания Шеймуса — Мейр, его экономка и защитница, которая позволяет ему отгораживаться от мира, спокойно ожидая, когда он заметит её. Его тщательно выстроенный мир начинает рушиться, когда он встречает Эдит, американскую вдову, чьё стремление к разгадке воспламеняет в Шеймусе нечто, что навсегда изменит их всех.

## В ролях
- Эйдан Куинн
- Доминик Купер — Шеймус[1]
- Сара Гадон — Эдит
- Сара Болджер — Мейр
- Мартин Келли

## Производство
В июле 2021 года стало известно, что производством фильма займутся кинокомпании Telefilm Canada и Screen Ireland, а Cinema Management Group будет заниматься кинопрокатом фильма по всему миру.
Съёмки должны были проходить в Инишоуене с сентября по ноябрь 2022 года. В июне 2019 года Deadline Hollywood пишет, что Levelfilm и Wildcard будут отвечать за кинопркат фильма в Канаде и Ирландии соответственно, и что съёмки должны были начаться в Ирландии в октябре 2019 года.
В июне 2020 года было объявлено, что главную роль в фильме получила Эмили Бичем. В августе 2022 года появилась информация, что в роль фильме получил Куинн.
В июле 2023 года было объявлено, что съёмки начнутся в августе 2023 года.
В августе 2023 года роль в фильме получил Доминик Купер. В том же месяце к актёрскому составу присоединились Сара Гадон и Сара Болджер.
Съёмки проходили в сентябре 2023 года.